# NGC 203
NGC 203 là một thiên hà dạng hạt đậu nằm cách Hệ Mặt trời  khoảng 233 triệu năm ánh sáng trong chòm sao Song Ngư. Nó được phát hiện vào ngày 19 tháng 12 năm 1873 bởi Ralph Copeland.
Thiên hà cũng được liệt kê là NGC 211 trong Danh mục chung mới.